# Bruchophagus seyali
Bruchophagus seyali är en stekelart som först beskrevs av Jean Risbec 1951.  Bruchophagus seyali ingår i släktet Bruchophagus och familjen kragglanssteklar. Inga underarter finns listade.